# Wes Morgan
Westley Nathan 'Wes' Morgan (Nottingham, 21 januari 1984) is een Engels-Jamaicaans voormalig voetballer die doorgaans als centrale verdediger speelde. Hij speelde in zijn carrière voornamelijk voor Nottingham Forest en Leicester City. Morgan kwam tussen 2013 en 2016 uit voor het Jamaicaans voetbalelftal.

## Clubcarrière
Morgan stroomde in 2002 door uit de jeugd van Nottingham Forest. In de daaropvolgende tien seizoenen speelde hij 352 competitiewedstrijden voor The Reds en scoorde hij twaalf doelpunten. Nottingham verkocht Morgan op 30 januari 2012 aan Leicester City. Daarmee werd hij in 2014 kampioen in de Championship. Op 16 augustus 2014 debuteerde hij vervolgens in de Premier League, tegen Everton. De wedstrijd eindigde in een 2-2 gelijkspel, na doelpunten van Aiden McGeady, Leonardo Ulloa, Steven Naismith en Chris Wood. Morgan won in mei 2016 met Leicester City de Premier League, zonder één speelminuut te missen. Het was het eerste landskampioenschap in het bestaan van de club.

## Clubstatistieken
| Seizoen        | Club              |                   | Competitie     | Competitie | Competitie | Beker | Beker | Internationaal | Internationaal | Overig | Overig | Totaal | Totaal |
| Seizoen        | Club              | Wed.              | Competitie     | Dlp.       | Wed.       | Dlp.  | Wed.  | Dlp.           | Wed.           | Dlp.   | Wed.   | Dlp.   |        |
| -------------- | ----------------- | ----------------- | -------------- | ---------- | ---------- | ----- | ----- | -------------- | -------------- | ------ | ------ | ------ | ------ |
| 2003/04        | Nottingham Forest | Vlag van Engeland | Championship   | 32         | 2          | 1     | 0     | —              | —              | —      | —      | 33     | 2      |
| 2004/05        | Nottingham Forest | Vlag van Engeland | Championship   | 42         | 1          | 3     | 0     | —              | —              | —      | —      | 45     | 1      |
| 2005/06        | Nottingham Forest | Vlag van Engeland | League One     | 43         | 2          | 1     | 0     | —              | —              | —      | —      | 44     | 2      |
| 2006/07        | Nottingham Forest | Vlag van Engeland | League One     | 38         | 0          | 2     | 0     | —              | —              | 2      | 0      | 42     | 0      |
| 2007/08        | Nottingham Forest | Vlag van Engeland | Championship   | 42         | 1          | 2     | 0     | —              | —              | —      | —      | 44     | 1      |
| 2008/09        | Nottingham Forest | Vlag van Engeland | Championship   | 42         | 1          | 4     | 0     | —              | —              | —      | —      | 46     | 1      |
| 2009/10        | Nottingham Forest | Vlag van Engeland | Championship   | 44         | 3          | 5     | 0     | —              | —              | 2      | 0      | 51     | 3      |
| 2010/11        | Nottingham Forest | Vlag van Engeland | Championship   | 46         | 1          | 3     | 0     | —              | —              | 2      | 0      | 51     | 1      |
| 2011/12        | Nottingham Forest | Vlag van Engeland | Championship   | 22         | 1          | 3     | 1     | —              | —              | —      | —      | 25     | 2      |
| 2011/12        | Leicester City    | Vlag van Engeland | Championship   | 17         | 0          | 2     | 0     | —              | —              | —      | —      | 19     | 0      |
| 2012/13        | Leicester City    | Vlag van Engeland | Championship   | 45         | 1          | 4     | 0     | —              | —              | 2      | 0      | 51     | 1      |
| 2013/14        | Leicester City    | Vlag van Engeland | Championship   | 45         | 2          | 3     | 1     | —              | —              | —      | —      | 48     | 3      |
| 2014/15        | Leicester City    | Vlag van Engeland | Premier League | 37         | 2          | 3     | 0     | —              | —              | —      | —      | 40     | 2      |
| 2015/16        | Leicester City    | Vlag van Engeland | Premier League | 38         | 2          | 0     | 0     | —              | —              | —      | —      | 38     | 2      |
| 2016/17        | Leicester City    | Vlag van Engeland | Premier League | 27         | 1          | 3     | 1     | 9              | 1              | 1      | 0      | 40     | 3      |
| 2017/18        | Leicester City    | Vlag van Engeland | Premier League | 32         | 0          | 3     | 0     | —              | —              | —      | —      | 35     | 0      |
| 2018/19        | Leicester City    | Vlag van Engeland | Premier League | 22         | 3          | 3     | 0     | —              | —              | —      | —      | 25     | 3      |
| 2019/20        | Leicester City    | Vlag van Engeland | Premier League | 11         | 0          | 6     | 0     | —              | —              | —      | —      | 17     | 0      |
| 2020/21        | Leicester City    | Vlag van Engeland | Premier League | 3          | 0          | 1     | 0     | 5              | 0              | —      | —      | 9      | 0      |
| Carrièretotaal | Carrièretotaal    | Carrièretotaal    | Carrièretotaal | 628        | 23         | 52    | 3     | 14             | 1              | 9      | 0      | 703    | 27     |

## Interlandcarrière
Morgan werd op 1 september 2013 voor het eerst opgeroepen voor het Jamaicaans nationaal elftal. Zeven dagen later debuteerde hij voor Jamaica in een WK-kwalificatiewedstrijd tegen Panama, in Panama-Stad. Morgan speelde uiteindelijk 30 interlands.

## Erelijst
| Kampioen Premier League | 1x | 2015/16 |
| FA Cup                  | 1x | 2020/21 |
| Kampioen Championship   | 1x | 2013/14 |

1 Ward ·
2 Justin ·
3 Faes ·
4 Coady ·
5 Okoli ·
6 Ndidi ·
7 Fatawu ·
8 Winks ·
9 Vardy  ·
10 Mavididi ·
11 El Khannouss ·
14 Decordova-Reid ·
16 Kristiansen ·
17 Choudhury ·
18 Ayew ·
20 Daka ·
21 Pereira ·
22 Skipp ·
23 Vestergaard ·
24 Soumaré ·
29 Édouard ·
30 Hermansen ·
31 Iversen ·
33 Thomas ·
34 Golding ·
35 McAteer ·
37 Alves ·
40 Buonanotte ·
41 Stolarczyk ·
Coach: Cooper